# Veaceslav Stăvilă
Veaceslav Stavilă (n. 7 aprilie 1965, sat Trifeștii Noi, raionul Cahul, Republica Moldova) este un istoric din Republica Moldova, doctor în științe istorice, specializat în cercetări privind istoria familiilor cu strămoși din România și Republica Moldova.

## Biografie
Veaceslav Stavilă s-a născut în anul 1965. A absolvit Facultatea de Istorie a Universității de Stat a Moldovei, în anul 1989 iar în 1994 susține teza de doctorat cu titlul „Situația internă a Basarabiei în perioada celui de-al doilea război mondial. 1939-1945” (Facultatea de Istorie a Universității „Alexandru Ioan Cuza”, Iași, România). În anul 2000 publică monografia „De la Basarabia românească la Basarabia sovietică, 1939-1945”.
Este autorul a 15 monografii dedicate istoriei localităților rurale din Republica Moldova; are peste 30 de ani de experiență de cercetare în arhivele României și Republicii Moldova. 
Din anul 2000 se specializează în reconstituirea Arborelui Genealogic din ultimii 300 de ani (pentru orice persoană cu strămoși din România și Republicii Moldova).
În perioada anilor 2010-2012 a produs și prezentat emisiunea-concurs pentru elevi „Prin Istorie, spre Victorie !” (TV Moldova 1).
Veaceslav Stăvilă a fost membru al Comisiei pentru studierea și aprecierea regimului comunist totalitar din Republica Moldova.
În cadrul Comisiei pentru studierea regimului totalitar comunist din Republica Moldova a stabilit (în baza documentelor de arhivă) că:
1. După ocuparea Moldovei de est, în acest ținut Uniunea Sovietică a efectuat mai multe acțiuni prin care a omorât peste 230 mii persoane și a deportat în Siberia peste 73.000 persoane,
2. Valoarea minimă a despăgubirii urmașilor celor omorâți și deportați de regimul sovietic de ocupație este de 92.490 dolari SUA pentru 1 persoană adică  în total 27,8 miliarde dolari SUA.

## Opere
Monografii (publicate) de localități:
- Bocșa, Tipografia Centrală, 2003, 176 p.
- Budăii Teleneștilor, Tipografia Centrală, Chișinău, 2004, 208 p.
- Costuleni. Istorie, tradiții, genealogii. Litera, Chișinău, 2001, 191 p.
- Cotiujenii Mari, Tipografia Universul, 2002, 253 p.
- Cubolta, Tipografia Centrală, Chișinău, 2006, 166 p.
- Grozești, Tip. Prag-3, Chișinău, 2003, 248 p.
- Hârtopul Mic, Tipografia ”Reclama”, Chișinău, 2003, 180 p.
- Oxentea, Tipografia Centrală, Chișinău, 2007, 232 p.
- Rădulenii Vechi, Tipografia Centrală, Chișinău, 2010, 278 p.
- Recea Strășenilor, Color Press, 2009, 330 p.
- Șișcani, Tipografia Centrală, Chișinău, 2003, 216 p.
- Suruceni: retrospectivă istorică, Tip. Prag-3, Chișinău, 1998, 104 p.
- Viișoara, Ed. Prut Internațional, Chișinău, 2001, 183 p.
- Vorniceni, Tip. Prag-3, Chișinău, 2002, 192 p.
- Zgărdești, Tipografia ”Reclama”, 2004, 228 p.

## Legături externe
- https://tisa.nistru-prut.info/
- https://www.facebook.com/veaceslav.stavila.7
- https://www.linkedin.com/in/veaceslav-stavila-300-de-ani/